# Guor Marial
Guor Marial (nascido em 15 de abril de 1984) é um maratonista da tribo Dinka, do Sudão do Sul.
Marial competiu na maratona dos Jogos Olímpicos de 2012. Como seu país, recém-independente, ainda não havia constituído Comitê Olímpico Nacional, Marial competiu sob a Bandeira Olímpica, integrando a equipe dos Atletas Olímpicos Independentes.